# Tord Johansson
Tord Gustav Allan Johansson, född 10 september 1955 i Mörlunda församling i Kalmar län, död 10 oktober 2015 i Jönköpings Sofia-Järstorps församling i Jönköpings län, var en svensk företagsledare.
Tord Johansson blev 1979 delägare i ITAB (Igni Tronik AB) som grundats av Karl Rothweiler. Johansson grundade senare de börsnoterade bolagen ITAB Shop Concept AB, Xano Industri AB och Ages Industri AB. Han var styrelseordförande i ITAB och Xano samt styrelseledamot i Ages.
Han var från 1976 till sin död gift med Helene Eriksson (född 1955).